# Simone Ganz
Simone Andrea Ganz (Genova, 21 settembre 1993) è un calciatore italiano, attaccante del Novara.

## Biografia
È figlio dell'ex calciatore professionista e allenatore Maurizio Ganz.

## Carriera

### Club

#### Gli inizi, Milan e vari prestiti
Muove i primi passi nella Masseroni Marchese, una società satellite del Milan, al quale passa nell'estate del 2008. Con il Milan esordisce tra i professionisti in Champions League il 1º novembre 2011 a Minsk contro il BATĖ Borisov (gara terminata 1-1), subentrando nel finale di gara a Robinho.
Nella stagione 2013-2014 il Milan lo cede in prestito in Lega Pro prima al Lumezzane, poi al Barletta.

#### Como
All'inizio della stagione successiva, nel luglio 2014, il Milan lo cede a titolo definitivo al Como, di nuovo in Lega Pro. Con 11 reti in campionato e 4 nei play-off trascina la squadra lariana in Serie B, dove esordisce quindi il 3 ottobre 2015 in un Como-Ascoli 0-4. Capocannoniere della squadra con 16 gol segnati in campionato, non riesce però a evitarne la retrocessione.

#### Juventus e prestito al Verona
Scaduto il contratto, viene ingaggiato dalla Juventus, con la quale firma un contratto di quattro anni. Il 12 luglio 2016 passa in prestito con diritto di riscatto e controriscatto al Verona. Esordisce con la maglia gialloblù il 5 agosto nell'incontro di Coppa Italia contro il Foggia, subentrando al 62' e segnando il gol decisivo che fissa il risultato sul 2-1 per il Verona. Debutta in campionato il 4 settembre contro la Salernitana, anche in questo caso andando a segno. Conclude la stagione con 5 gol.

#### Pescara, Ascoli e vari prestiti
Il 12 luglio 2017 viene ceduto a titolo definitivo al Pescara, con cui si lega con un quadriennale. Dopo una prima parte di stagione in cui colleziona 8 presenze e un gol, il 9 gennaio 2018 passa all'Ascoli, firmando fino al 2021. Il 6 ottobre 2018 segna la sua prima rete in maglia bianconera, nella partita persa 3-2 in trasferta contro il Foggia.
A fine luglio 2019, dopo un anno e mezzo con i bianconeri, torna al Como, neopromosso in Serie C, con la formula del prestito secco.
Alla ripresa delle attività dopo lo stop dovuto alla pandemia, il giocatore torna all'Ascoli.
Girato quasi subito in prestito al Mantova, ottiene miglior sorte con una convincente prima parte di campionato.
Il 31 agosto 2021 viene ceduto in prestito al Lecco, in Serie C. 

#### Triestina e Latina
Rimasto svincolato, il 26 luglio 2022 firma un contratto biennale con la Triestinain Serie C, nel girone di andata segna 4 reti in 22 partite.
Ad inizio di gennaio 2023 passa in prestito al Latina, dove scende in campo 14 volte segnando 5 reti. A fine giugno fa ritorno a Trieste. 

#### Brindisi, Pontedera e Novara
Dopo essere stato messo fuori lista ed essersi svincolato dalla Triestina, il 12 settembre 2023 Ganz trova un accordo con il Brindisi, sempre in Serie C. Nel girone di andata segna un gol in otto presenze. Poi a gennaio 2024 si svincola e si lega al Pontedera, ancora in Serie C.
In Toscana rimane solo sei mesi prima che il 14 agosto 2024 passi a titolo definitivo al Novara, con cui sottoscrive un contratto biennale valido fino al 20 giugno 2026.

### Nazionale
Nel 2011 ha segnato un gol in 5 presenze con la nazionale Under-19.

## Statistiche

### Presenze e reti nei club
Statistiche aggiornate al 26 aprile 2025.
| Stagione        | Squadra         | Campionato      | Campionato | Campionato | Coppe nazionali | Coppe nazionali | Coppe nazionali | Coppe continentali | Coppe continentali | Coppe continentali | Altre coppe | Altre coppe | Altre coppe | Totale | Totale |
| Stagione        | Squadra         | Comp            | Pres       | Reti       | Comp            | Pres            | Reti            | Comp               | Pres               | Reti               | Comp        | Pres        | Reti        | Pres   | Reti   |
| --------------- | --------------- | --------------- | ---------- | ---------- | --------------- | --------------- | --------------- | ------------------ | ------------------ | ------------------ | ----------- | ----------- | ----------- | ------ | ------ |
| 2011-2012       | Milan           | A               | 0          | 0          | CI              | 0               | 0               | UCL                | 1                  | 0                  | SI          | 0           | 0           | 1      | 0      |
| 2012-2013       | Milan           | A               | 0          | 0          | CI              | 0               | 0               | UCL                | 0                  | 0                  | -           | -           | -           | 0      | 0      |
| Totale Milan    | Totale Milan    | Totale Milan    | 0          | 0          |                 | 0               | 0               |                    | 1                  | 0                  |             | 0           | 0           | 1      | 0      |
| 2013-gen. 2014  | Lumezzane       | 1D              | 12         | 0          | CI+CI-LP        | 1+1             | 0               | -                  | -                  | -                  | -           | -           | -           | 14     | 0      |
| gen.-giu. 2014  | Barletta        | 1D              | 6          | 0          | CI-LP           | -               | -               | -                  | -                  | -                  | -           | -           | -           | 6      | 0      |
| 2014-2015       | Como            | LP              | 35+5       | 11+4       | CI+CI-LP        | 2+4             | 0+3             | -                  | -                  | -                  | -           | -           | -           | 46     | 18     |
| 2015-2016       | Como            | B               | 35         | 16         | CI              | 0               | 0               | -                  | -                  | -                  | -           | -           | -           | 35     | 16     |
| 2016-2017       | Verona          | B               | 21         | 4          | CI              | 3               | 1               | -                  | -                  | -                  | -           | -           | -           | 24     | 5      |
| 2017-gen. 2018  | Pescara         | B               | 5          | 0          | CI              | 3               | 1               | -                  | -                  | -                  | -           | -           | -           | 8      | 1      |
| gen.-giu. 2018  | Ascoli          | B               | 12         | 0          | CI              | -               | -               | -                  | -                  | -                  | -           | -           | -           | 12     | 0      |
| 2018-2019       | Ascoli          | B               | 10         | 2          | CI              | 1               | 0               | -                  | -                  | -                  | -           | -           | -           | 11     | 2      |
| Totale Ascoli   | Totale Ascoli   | Totale Ascoli   | 22         | 2          |                 | 1               | 0               |                    | -                  | -                  |             | -           | -           | 23     | 2      |
| 2019-2020       | Como            | C               | 24         | 8          | CI-C            | 2               | 0               | -                  | -                  | -                  | -           | -           | -           | 26     | 8      |
| Totale Como     | Totale Como     | Totale Como     | 94+5       | 35+4       |                 | 8               | 3               |                    | -                  | -                  |             | -           | -           | 107    | 42     |
| 2020-2021       | Mantova         | C               | 30+1       | 10+1       | -               | -               | -               | -                  | -                  | -                  | -           | -           | -           | 31     | 11     |
| 2021-2022       | Lecco           | C               | 32+1       | 14         | CI-C            | -               | -               | -                  | -                  | -                  | -           | -           | -           | 33     | 14     |
| 2022-gen. 2023  | Triestina       | C               | 22         | 4          | CI-C            | 1               | 0               | -                  | -                  | -                  | -           | -           | -           | 23     | 4      |
| gen.-giu. 2023  | Latina          | C               | 13+1       | 5          | CI-C            | -               | -               | -                  | -                  | -                  | -           | -           | -           | 14     | 5      |
| 2023-gen.2024   | Brindisi        | C               | 13         | 2          | CI-C            | 2               | 1               | -                  | -                  | -                  | -           | -           | -           | 15     | 3      |
| gen.-giu.2024   | Pontedera       | C               | 14+1       | 1          | CI-C            | 0               | 0               | -                  | -                  | -                  | -           | -           | -           | 15     | 1      |
| 2024-2025       | Novara          | C               | 21         | 2          | CI-C            | -               | -               | -                  | -                  | -                  | -           | -           | -           | 21     | 2      |
| Totale carriera | Totale carriera | Totale carriera | 276        | 71         |                 | 20              | 6               |                    | 1                  | 0                  |             | 0           | 0           | 297    | 77     |

## Palmarès

### Individuale
- Capocannoniere del Torneo di Viareggio: 1

2013 (5 goal)